# Draconanthes aberrans
Draconanthes aberrans är en orkidéart som först beskrevs av Rudolf Schlechter, och fick sitt nu gällande namn av Carlyle August Luer. Draconanthes aberrans ingår i släktet Draconanthes och familjen orkidéer. Inga underarter finns listade i Catalogue of Life.